# Thyborøn

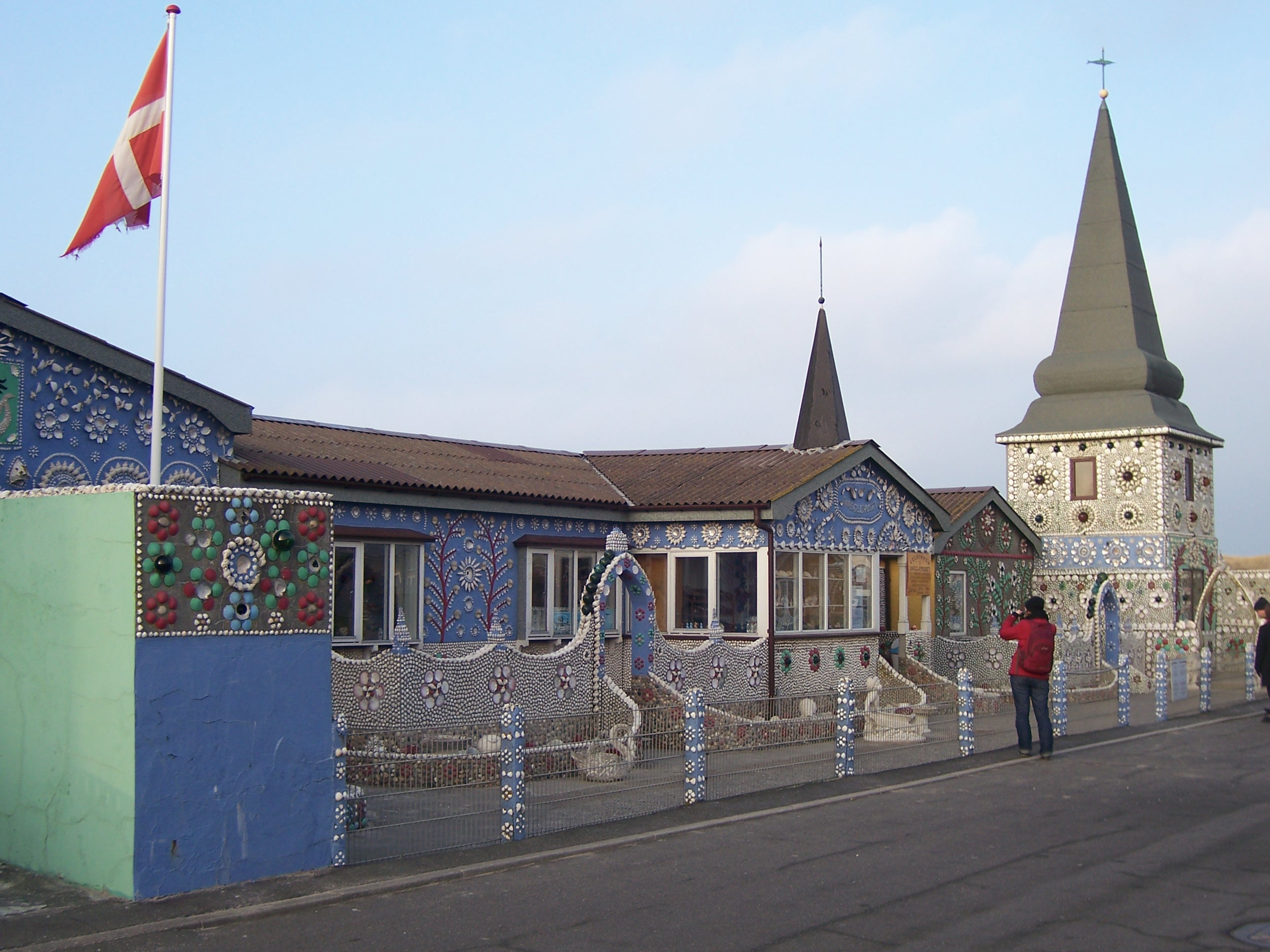
Sneglehuset (Maison des coquillages) à Thyborøn, dans l’ouest du Jutland

Thyborøn est un village de pêcheurs du Jutland, au Danemark. Sa population est de 1 965 habitants au 1er janvier 2020). Il est principalement connu comme le lieu de nombreux naufrages, comme celui du navire de la marine impériale russe Alexandre Nevski. 
Il est situé dans la région de Jutland central, dans la municipalité de Lemvig.
Thyborøn est le terminus ouest du canal de Limfjord qui traverse la péninsule du Jutland.
C’est l’emplacement du Musée de la Guerre navale du Jutland.

## Personnalités liées à Thyborøn
- Johnny Madsen, né en 1951 à Thyborøn, musicien, compositeur et artiste peintre danois.
- Henning Toft Bro, né en 1956 à Thyborøn, prélat danois, évêque d’Aalborg.
- Louise Gade, née en 1972 à Thyborøn, juriste danoise, présidente du Aarhus VIA University College et ancienne mairesse d’Aarhus, au Danemark